# Utricularia involvens
Utricularia involvens är en tätörtsväxtart som beskrevs av Henry Nicholas Ridley. Utricularia involvens ingår i släktet bläddror, och familjen tätörtsväxter. Inga underarter finns listade i Catalogue of Life.

## Bildgalleri

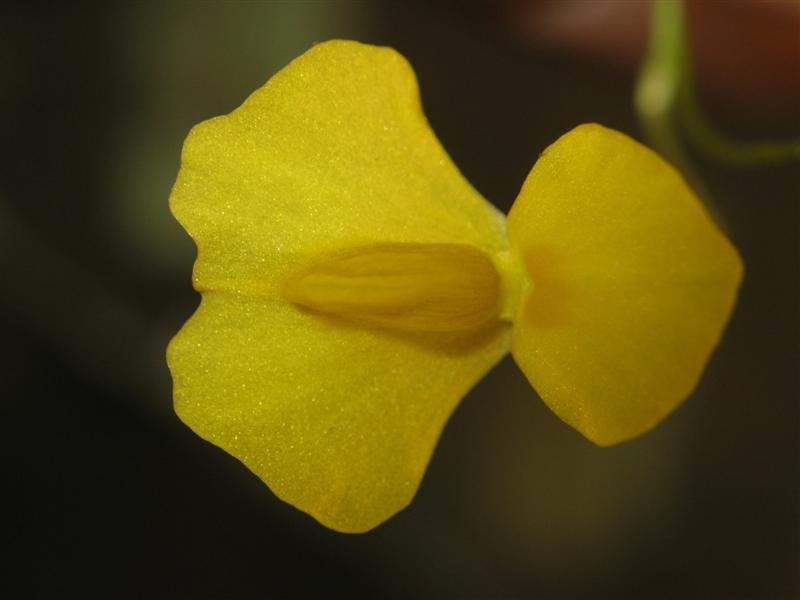